# Grisepidosis bilobata
Grisepidosis bilobata är en tvåvingeart som beskrevs av Boris Mamaev 1968. Grisepidosis bilobata ingår i släktet Grisepidosis och familjen gallmyggor. Inga underarter finns listade i Catalogue of Life.